# Bandúrria
La bandúrria és un instrument europeu que pertany a una de les famílies d'instruments pinçats (corda pinçada), polsats, de pua o plectre.En la classificació de Hornbostel-Sachs pertany al grup: 321.322 dels llaüts amb caixa de ressonància en forma de caixa. És un instrument de sis cordes dobles polsades, les 2 primeres dobles d'acer (antigament de tripa fins a les terceres) i les altres quatre dobles entorxades, que solen puntejar-se amb un plectre. La tècnica d'interpretació de la bandúrria és idèntica a la del llaüt, encara que de tessitura aguda (una octava per damunt del llaüt) i les seues cordes estan afinades per quartes. La família dels llaüts:
- Bandurrino o bandurrí, tessitura sopranino una quarta per damunt de la bandúrria
- Bandúrria (llaüt soprano) afinació de la 1a a la 6a corda: La, mi, si, fa#, do#, sol(#)
- Llaüdí o Sonora (llaüt contralt) afinació: una quarta per damunt del llaüt
- Llaüt (llaüt tenor) afinació: una octava per sota de la bandúrria
- Arxillaüt (llaüt baríton) afinació: una novena per davall del llaüt

Tomás Damas va escriure Nuevo método de bandurria por cifra (Madrid, 1868).